# Olympus OM-D E-M5
Olympus OM-D E-M5 — беззеркальный системный цифровой фотоаппарат стандарта Микро 4:3 компании «Олимпус», первая модель семейства OM-D, продолжающего традиции плёночных зеркальных фотоаппаратов Olympus OM.
Фотоаппарат оснащён на тот момент уникальной 5-осевой системой стабилизации. Корпус выполнен из магниевого сплава, имеются два варианта исполнения: чёрный и серебристый. Камера поступила в продажу весной 2012 года. Позже была выпущена версия Elite Edition в черном исполнении, несколько отличающаяся внешним оформлением (диски управления и текстура пластиковых вставок) и лишенная некоторых конструктивных недостатков предыдущей версии.